# Беберово
Беберово — деревня в Степановском сельском поселении Галичского района Костромской области России. 

## География
Деревня расположена у автодороги Судиславль — Солигалич Р100, на берегу реки Норнога.

## История
Согласно Спискам населенных мест Российской империи в 1872 году деревня относилась к 1 стану Галичского уезда Костромской губернии. В ней числилось 7 дворов, проживало 16 мужчин и 25 женщин.
Согласно переписи населения 1897 года в деревне проживало 46 человек (23 мужчины и 23 женщины).
Согласно Списку населенных мест Костромской губернии в 1907 году деревня относилась к Быковской волости Галичского уезда Костромской губернии. По сведениям волостного правления за 1907 год в ней числилось 14 крестьянских дворов и 72 жителя. Основным занятием жителей деревни, помимо земледелия, был малярный промысел.
До муниципальной реформы 2010 года деревня также входила в состав Степановского сельского поселения.

## Население
| 2008 | 2010 | 2012 | 2014 |
| ---- | ---- | ---- | ---- |
| 20   | →20  | →20  | ↘17  |